# Corbel (lettertype)
Corbel is een lineair schreefloos lettertype ontworpen door Jeremy Tankard voor Microsoft en uitgegeven in 2005. Het werd geleverd bij Windows Vista en als ClearType-lettertype ontwikkeld om de leesbaarheid van Windows en Office 2007 te verbeteren.
Corbel is ontworpen om een heldere, ontstoorde weergave op het beeldscherm te verkrijgen. De tekens zijn open en hebben zachte rondingen. Corbel is ook goed leesbaar in kleinere korpsen.
De tekenset van Corbel bevat uithangende cijfers, die uitermate geschikt zijn voor gedrukte teksten. Ze zijn echter ongewoon bij schermlettertypen, in het bijzonder bij schreefloze letters (uithangende cijfers zijn bijvoorbeeld aanwezig in schreeflettertype Georgia).
Corbel maakt samen met Calibri, Candara, Consolas, Cambria en Constantia deel uit van de Microsoft Cleartype Font Collection en werd geleverd bij de Powerpoint 2007 Viewer en het Microsoft Office-compatibiliteitspakket.